# ياسمين أليف الكالسيوم
ياسمين أليف الكالسيوم (الاسم العلمي:Jasminum calcicola) هو نوع من النباتات يتبع جنس الياسمين من الفصيلة الزيتونية.